# エンドロールEP
「エンドロールEP」（エンドロールイーピー）は、秦基博の1枚目のEP。

## 解説
- 全作詞作曲は秦基博。編曲は島田昌典(#1)、久保田光太郎(#2)、秦基博(#3,4)。
- 初のEP盤での発売。
- 初回限定盤には、「エンドロール」「トラノコ」のビデオクリップを収録したDVD付。
- 対象店舗[どこ?]で購入すると「秦 基博 手書き歌詞＆コード譜入り特製アナザージャケット」を先着でプレゼントされた。

## 収録曲
1. エンドロール
2. トラノコ
  - 「カンロ健康のど飴」TVCMソング
3. 恋の奴隷
4. 1/365
5. エンドロール(backing track)
6. トラノコ(backing track)

## 初回特典DVD収録内容
1. 「エンドロール」Music Video
2. 「トラノコ」Music Video